# کرم‌های پهن زمینی
کرم‌های پهن زمینی (نام علمی: Geoplanidae) نام یک خانواده از رده موجک‌ویسان است.